# 백형수
백형수(白瀅洙, 생몰년 미상)는 대한제국과 일제강점기의 기업인 겸 금융인이다.

## 생애
대한제국 시대에 한성부 종로에서 지물포를 경영했다는 기록이 있지만 이전의 행적에 대해서는 거의 알려져 있지 않다. 1899년 10월 3일부터 10월 5일까지 통신사 전화과 주사, 1900년 6월 12일부터 6월 15일까지 대한제국 중추원 의관, 1902년 3월 27일부터 4월 18일까지 외부 참서관을 역임했고 1902년 5월 23일부터 12월 2일까지 수륜원(水輪院) 과장을 역임했다.
1905년 7월 20일에는 탁지부의 일본인 재정 고문이었던 메가타 다네타로가 주도한 화폐정리사업으로 인해 피폐해진 상업의 어려움을 극복하기 위해 한성부의 상인과 실업가들이 조직한 상업회의소의 조사위원으로 위촉되었으며 1906년 5월에는 한일은행(韓一銀行)의 설립 과정에 참여하여 전무이사를 역임했다. 1908년 3월 13일부터 4월 16일까지 일본 농무성, 상업 현장을 시찰했고 1908년 5월에는 경성상업회의소 부회두를, 1908년 6월에는 경성상업회의소 회두로 각각 임명되었다. 1909년 7월에는 내각 법전조사국의 의뢰를 받아 한성부민회에서 선정한 상업 부문 관습조사위원으로 활동했다.
1911년에는 전라북도 전주군에 위치한 약 30만여 평에 달하는 광산의 광업권을 획득했다. 1915년 6월에는 경성부 부호들과 함께 남만척식단(南滿拓植團)을 창설했다. 남만척식단은 토지 매수, 농작권 획득을 통해 조선의 농민들을 남만주로 이주하기 위하여 결성한 단체이다. 1916년 12월에는 내선융화를 표명한 경제인 단체인 대정실업친목회(大正實業親睦會)의 평의원으로 선임되었고 1917년 4워에는 경성일보사와 매일신보사가 공동 주관한 만주 시찰단에 참여했다.
1918년 4월에는 경성부 종로의 지전, 지물포 상인들이 연합하여 설립한 회사인 조선지주식회사(朝鮮紙株式會社)의 초대 전무이사로 선임되었으며 1919년 11월부터는 대정실업친목회 이사로 활동했다. 1919년 12월에는 경성상업회의소 평의원으로 선출되었고 1920년 1월에는 경성부에 약업주식회사(藥業株式會社)를 설립했다. 1920년 5월 14일에는 경성주식현물취인시장(京城株式現物取引市場)의 발기인으로 참여했으며 1921년 4월 10일에는 경성증권신탁주식회사(京城證券信託株式會社) 취체역으로 선임되었다.
1921년 12월과 1923년 12월에는 경성상업회의소 평의원으로 연달아 선출되었고 1922년 4월 17일에는 중앙물산주식회사(中央物産株式會社) 취체역으로 선임되었다. 1922년 11월부터 1926년 1월까지 사단법인 대정친목회 등기이사를 역임했다. 1923년경부터는 조선지주식회사 사장을 역임했고 1927년 이후에는 조선지주식회사 이사를 역임했다. 2008년에 공개된 민족문제연구소의 친일인명사전 수록자 명단의 친일단체 부문에 포함되었다.

## 참고자료
- 민족문제연구소 (2009). 〈백형수〉. 《친일인명사전 2 (ㅂ ~ ㅇ)》. 서울. 226 ~ 227쪽.